# Salomona bicolor
Salomona bicolor är en insektsart som beskrevs av Kuthy 1910. Salomona bicolor ingår i släktet Salomona och familjen vårtbitare. Inga underarter finns listade i Catalogue of Life.